# SNCF BB 9200
Die BB 9200 ist eine französische Elektrolokomotivbaureihe für den Einsatz auf dem Gleichstromnetz der SNCF mit 1,5 kV. Die Lokomotiven wurden von Creusot-Loire, Jeumont-Schneider und CEM in den Jahren 1957 bis 1964 gebaut.
Die BB 9200 sind mit den von André Jacquemin entworfenen und mit den Lokomotiven BB 9004 erprobten Drehgestellen ausgerüstet. Daraus leitet sich der Übername BB Jacquemin oder BB MTE der Serie ebenso wie der mit ihr verwandten Typen BB 9300, BB 9700, BB 16000 / BB 16100, BB 25100 / BB 25150 und BB 25200 ab.

## Einsatz
Zu Beginn ihrer Einsatzzeit bespannten die Lokomotiven der Serie die namhaften Reisezüge der Region Süd-West, ausgehend vom Pariser Bahnhof Austerlitz in Richtung Toulouse und Bordeaux. Am bekanntesten sind ihre Einsätze vor dem Schnellzug Le Capitole zwischen Paris und Toulouse. Er war der erste Zug in Europa, der planmäßig mit einer Geschwindigkeit von 200 km/h verkehrte. Die sechs speziell für den Capitole ausgerüsteten BB 9200 (Spitzname BB rouges) waren die ersten Schnellfahrlokomotiven (Höchstgeschwindigkeit über 160 km/h) der SNCF im planmäßigen Fernverkehr.
Die BB 9200 gelangten bald im gesamten Südwesten Frankreichs zum Einsatz. Ausgehend vom Pariser Gare de Lyon bespannten die Maschinen auch zahlreiche Züge auf dem südöstlichen Netz der SNCF.
Mit Ablieferung der Lokomotiven der stärkeren Baureihe CC 6500 mussten sie ihre prestigeträchtigen Dienste an diese Serie abtreten. Spätestens mit Ablieferung der BB 7200 und der Inbetriebnahme des TGV Atlantique wurden sie in untergeordnete Reisezug- und Güterzugdienste verdrängt.
Aufgrund ihres Alters und der gesunkenen Nachfrage im Güterverkehr kamen die verbliebenen 48 Maschinen ab dem Jahr 2003 vollständig im Regionalverkehr zum Einsatz. Im Dezember 2010 endete auch der Einsatz im Reisezugverkehr der letzten zehn verbliebenen Lokomotiven, welche im Regionalverkehr zwischen den Regionen Île de France und Centre Dienst taten. Mit Stand 1. Januar 2015 befinden sich noch drei Maschinen im Bestand der SNCF. Sie sind jedoch nicht mehr aus eigener Kraft einsatzfähig, sondern werden lediglich zur Entfernung von Reif von der Fahrleitung vorgehalten.

## Technisches
Die vier Fahrmotoren des Typs GLM 931 B sind zwangsventiliert. Jeder überträgt das Drehmoment mit einem einseitigen Kardanantrieb auf seinen Radradsatz.
Die beiden Scherenstromabnehmer des Typ B 2, befinden sich über dem Drehpunkt der Drehgestelle, und die Schleifstückmitte hat somit auch einen Abstand von 9.200 mm. Der Führerstand überragt den Pufferbalken bis zu 195mm. Denn der Wagenkasten ist 15.400 mm lang, der Abstand der Pufferbalken beträgt aber nur 15.010 mm. Es sind 595 mm lange Puffer verbaut, was eine Länge über Puffer von 16.200 mm ergibt.

## Besondere Lokomotiven

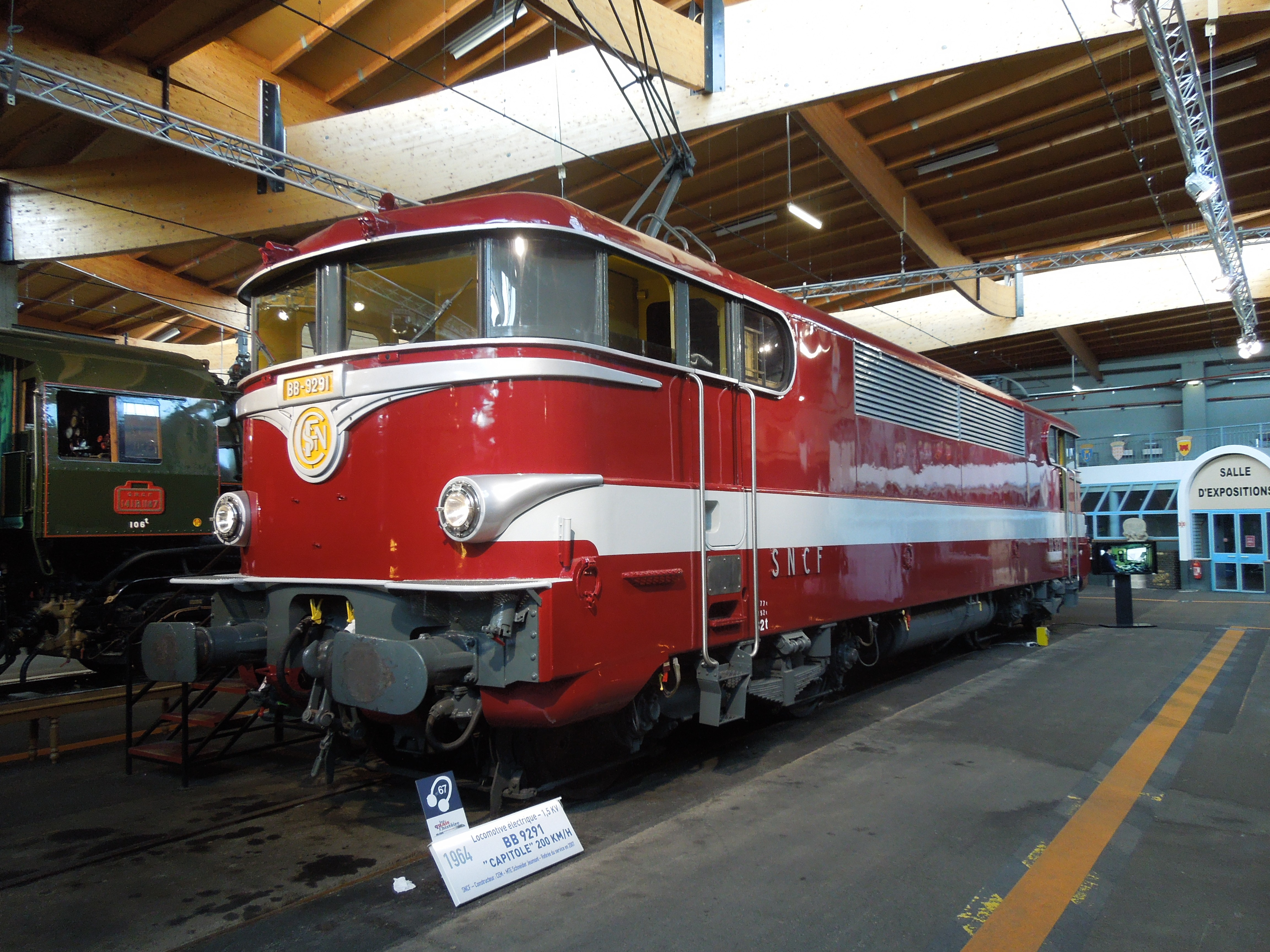
BB 9291 in Le-Capitole-Farbgebung im Eisenbahnmuseum Mülhausen (Cité du Train)

- BB 9291 und 9292: ab Werk für die Traktion des Capitole ausgerüstet (rote Farbgebung, Führerstandssignalisierung, Drehgestelle für 250 km/h, spezielle Stromabnehmer),
- BB 9278, 9281, 9282 und 9288: nachträglich für die Traktion des Capitole umgerüstet (Höchstgeschwindigkeit 200 km/h),
- BB 9280, 9281, 9282, 9288, 9291 und 9292: ehemalige Capitole-Lokomotiven, umgebaut für Wendezugfähigkeit und in Corail-Lackierung,
- BB 9231 und BB 9288: Arzens-Farbgebung,
- BB 9252: Teilnahme an Versuchsfahrten für die Gleichrichter-Technologie im Jahr 1971 mit CC 20002,
- BB 9257, 9258, 9270, 9272, 9274, 9275 und 9279: Maschinen mit mehr als zehn Millionen Einsatzkilometern,
- BB 9271, 9281, 9285 und 9286: Umbau in BB 9700 mit Ausrüstung für den Verkehr mit Doppelstock-Wendezügen auf der Linie Paris – Laroche-Migennes in den Jahren 1992–2007,
- BB 9256, 9269, 9291: Zu Museumszwecken erhaltene Maschinen.
- Zwei Lokomotiven hatten eine „Parrainage“ (Patenschaft/Schirmherrschaft) und somit auch ein Wappen; BB (50)9284 La Teste-de-Buch (26. Oktober 1976), BB (10) 9280 Arpajon (21. Oktober 1978)